# Nationaal park Mapungubwe
Het Nationaal park Mapungubwe is een natuurreservaat in de Zuid-Afrikaanse provincie Limpopo. Gesticht in 1995 was het doel van het park om de stad Mapungubwe en de omliggende natuur te beschermen.
De voornaamste bezienswaardigheden zijn:
- De stad Mapungubwe.
- De Big Five.
- Landschappen waaronder zandstenen rotsformaties en regenwouden.

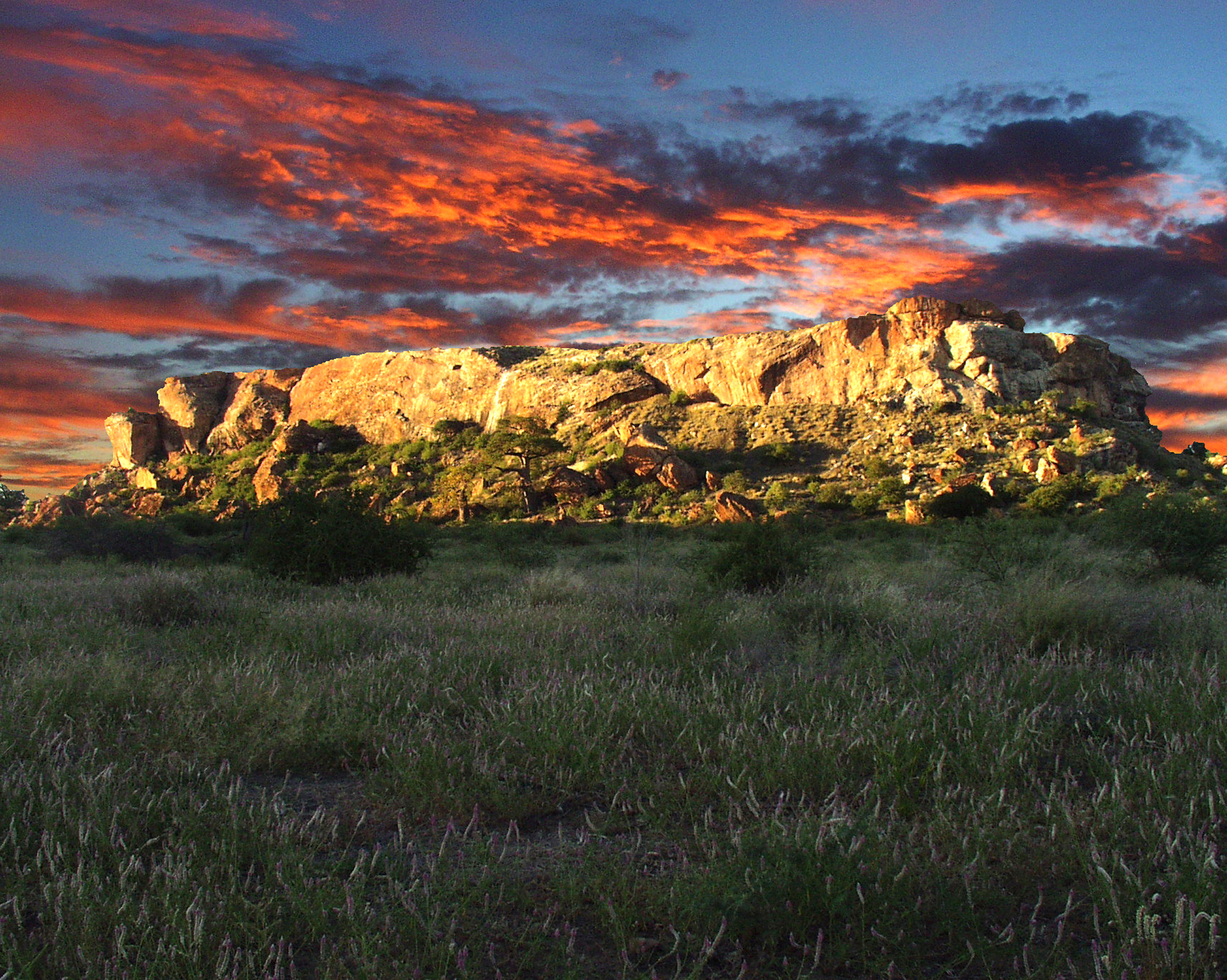
Mapungubwe kopje
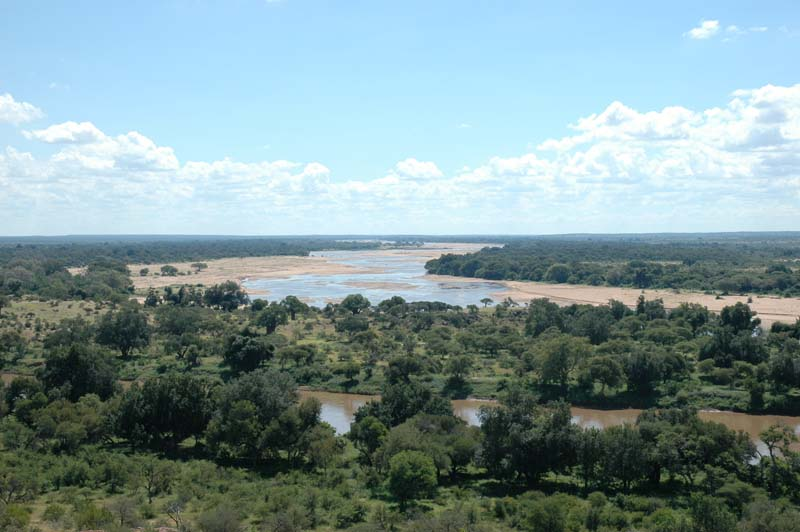
Links Botswana, rechts Zimbabwe.
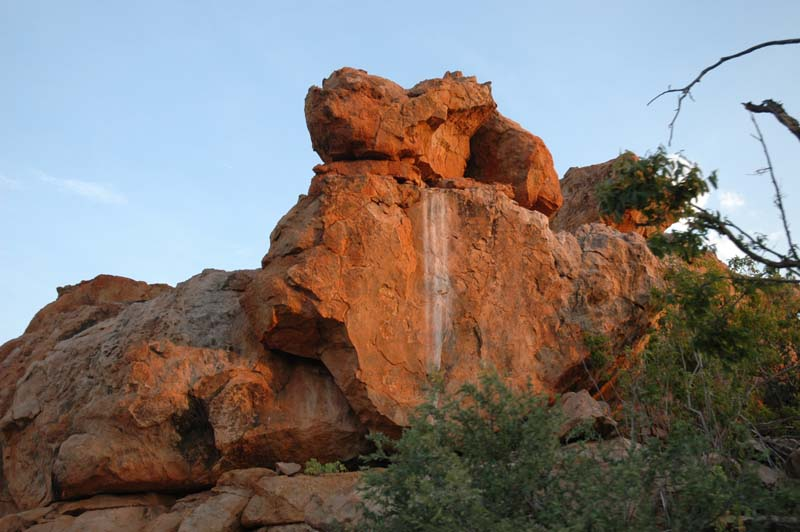
Zandsteen rotsen in de park.

## Bomen in het park

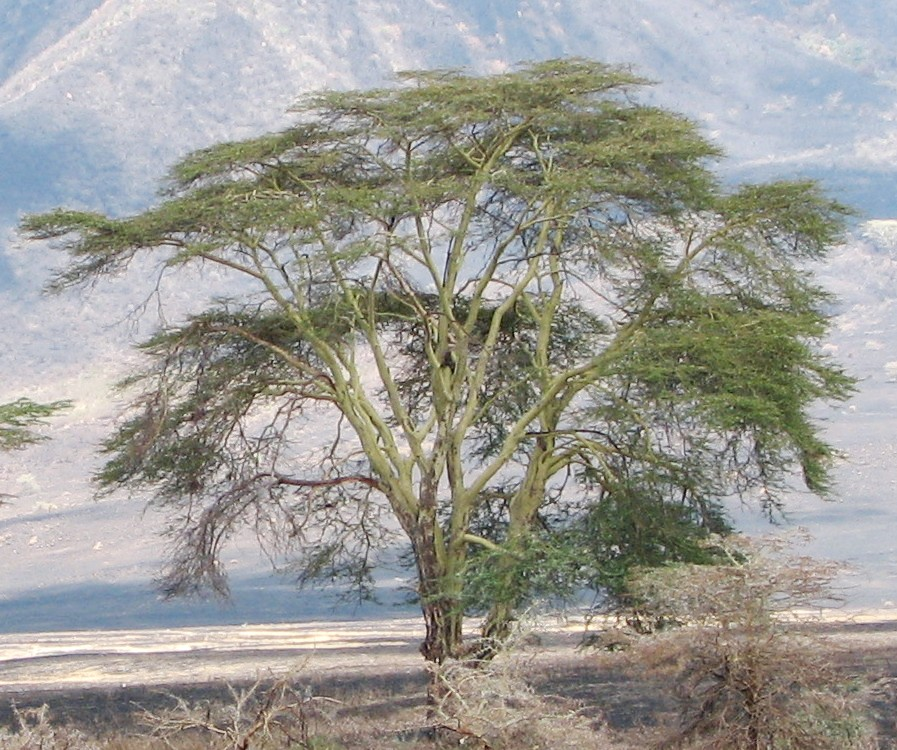
Koorsboom
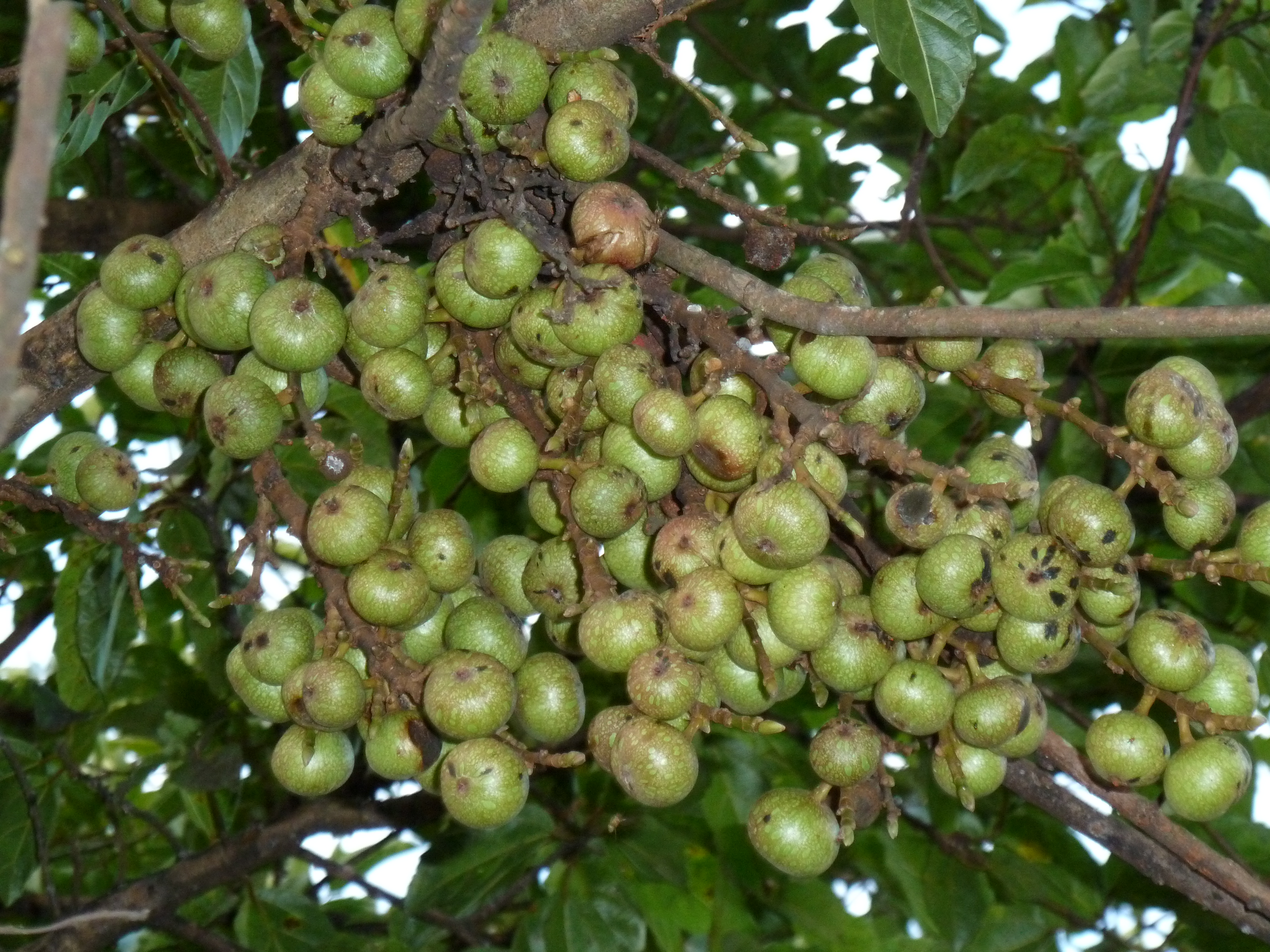
Kaapse wilde vijg
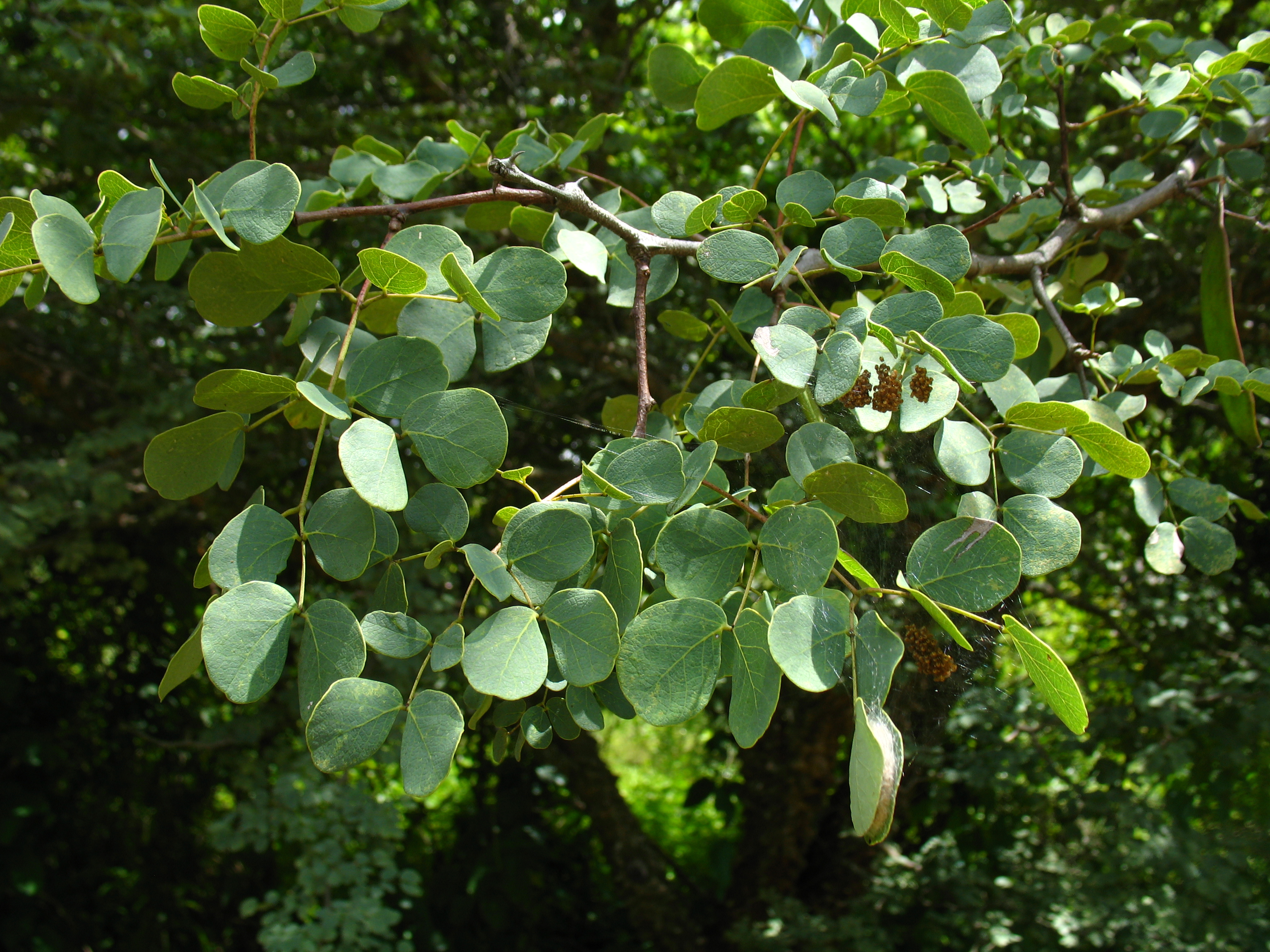
Knopjesdoorn,
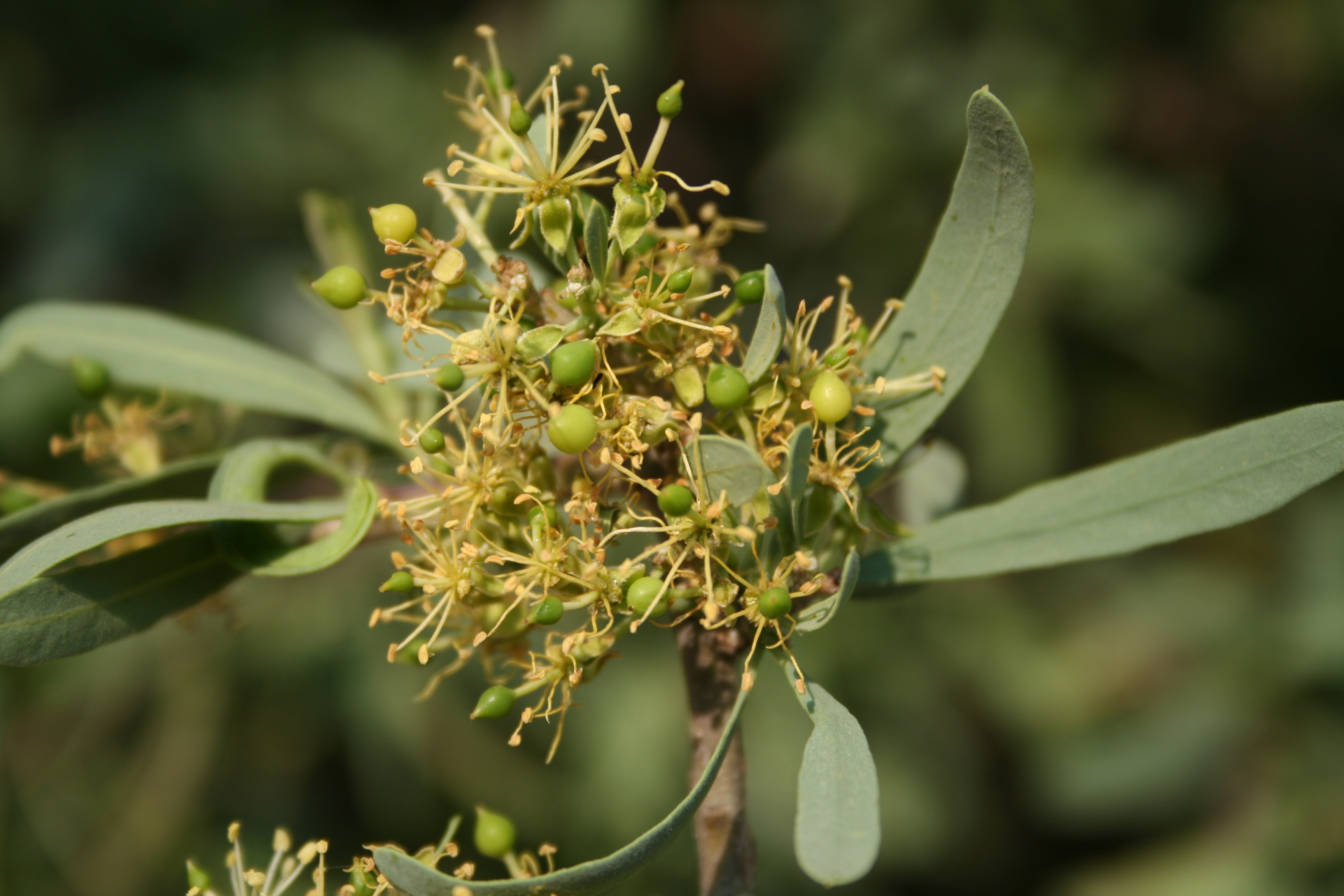
Matoppie.

Gebieden met hominide-fossielen van Zuid-Afrika ·
iSimangoliso moeraslandpark ·
Robbeneiland · 
uKhahlamba / Drakensbergen park ·
Cultuurlandschap Mapungubwe ·
Beschermde gebieden van de Floraregio van de Kaap ·
Vredefortkrater ·
Cultureel en botanisch landschap van Richtersveld ·
Cultuurlandschap van de Khomani · 
Mensenrechten, bevrijding en verzoening: Nelson Mandela herdenkingssites · 
De opkomst van modern menselijk gedrag: de pleistocene bezettingsplaatsen van Zuid-Afrika
Addo Elephant ·
Agulhas ·
Ai-Ais/Richtersveld ·
Augrabies ·
Bergkwagga/Mountain Zebra ·
Bontebok ·
Tuinroete ·
Golden Gate Hoogland ·
Kamdeboo ·
Karoo ·
Kgalagadi ·
Kruger ·
Mapungubwe ·
Marakele ·
Meerkat ·
Mokala ·
Namakwa ·
Tafelberg ·
Tankwa Karoo ·
Weskus